# Dennis Awtrey
Dennis Wade Awtrey (Hollywood, 22 febbraio 1948) è un ex cestista statunitense, professionista nella NBA.

## Carriera
Venne selezionato dai Philadelphia 76ers al terzo giro del Draft NBA 1970 (46ª scelta assoluta).

## Palmarès
- Campionato NBA: 1

Seattle Supersonics: 1979